# ۱۲۴۴ (قمری)
۱۲۴۴ (قمری)، هزار و دویست و چهل و چهارمین سال در گاهشماری هجری قمری است. اول محرم این سال برابر با چهاردهم ژوئیه سال ۱۸۲۸ میلادی است.

## درگذشتگان
- عبدالوهاب نشاط : شاعر و سیاستمدار ایرانی.

## وابسته
- محمدنبی واصل